# ميديسين بارك (أوكلاهوما)
ميديسين بارك (بالإنجليزية: Medicine Park, Oklahoma)‏ هي بلدة أمريكية تقع في الولايات المتحدة في مقاطعة كومانتشي، أوكلاهوما. يقدر عدد سكانها بـ 382 نسمة ومساحتها 5.348265 كم2 وترتفع عن سطح البحر 387 متر.

## التركيبة السكانية
حدّد مكتب تعداد الولايات المتحدة بيانات التركيبة السكانية لميديسين بارك في تعداد الولايات المتحدة. في ما يلي، التركيبة السكانية حسب تعدادي 2000 و2010.

### تعداد عام 2000
بلغ عدد سكان ميديسين بارك 373 نسمة بحسب تعداد عام 2000، وبلغ عدد الأسر 163 أسرة وعدد العائلات 113 عائلة مقيمة في البلدة. في حين سجلت الكثافة السكانية 69.7 نسمة لكل كيلومتر مربع (180.5/ميل2). وبلغ عدد الوحدات السكنية 250 وحدة بمتوسط كثافة قدره 46.7 لكل كيلومتر مربع (121.0/ميل2).
وتوزع التركيب العرقي للبلدة بنسبة 83.11% من البيض و1.34% من الأمريكيين الأفارقة و6.43% من الأمريكيين الأصليين و0.54% من سكان جزر المحيط الهادئ و2.68% من الأعراق الأخرى و5.90% من عرقين مختلطين أو أكثر و6.70% من الهسبانيون أو اللاتينيون من أي عرق.
بلغ عدد الأسر 163 أسرة كانت نسبة 31.9% منها لديها أطفال تحت سن الثامنة عشر تعيش معهم، وبلغت نسبة الأزواج القاطنين مع بعضهم البعض 48.5% من أصل المجموع الكلي للأسر، ونسبة 16.6% من الأسر كان لديها معيلات من الإناث دون وجود شريك،  بينما كانت نسبة 4.3% من الأسر لديها معيلون من الذكور دون وجود شريكة وكانت نسبة 30.7% من غير العائلات. تألفت نسبة 27% من أصل جميع الأسر من عدة أفراد يعيشون في نفس المنزل ونسبة 11% كانت تتألف من شخص يعيش بمفرده يبلغ من العمر 65 عاماً أو أكثر. وبلغ متوسط حجم الأسرة المعيشية 2.29، أما متوسط حجم العائلات فبلغ 2.73.
بلغ العمر الوسطي للسكان 40.2 عاماً. وكانت نسبة 24.4% من القاطنين تحت سن الثامنة عشر، وكانت نسبة 7.8% بين الثامنة عشر والرابعة والعشرين عاماً، ونسبة 25.5% كانت واقعةً في الفئة العمرية ما بين الخامسة والعشرين والرابعة والأربعين عاماً، ونسبة 27.9% كانت ما بين الخامسة والأربعين والرابعة والستين، ونسبة 14.5% كانت ضمن فئة الخامسة والستين عاماً فما فوق. يوجد لكل 100 أنثى 88.4 ذكر، ويوجد لكل 100 أنثى في الثامنة عشر من عمرها فما فوق 85.5 ذكر.
بلغ متوسط دخل الأسرة في البلدة 26,607 دولارًا، أما متوسط دخل العائلة فبلغ 33,929 دولارًا. وكان متوسط دخل الذكور 22,321 دولارًا مقابل 18,854 دولارًا للإناث. وسجل دخل الفرد الخاص بالبلدة 13,236 دولارًا. وكانت نسبة 19.6% من العائلات ونسبة 18.1% من السكان تحت خط الفقر، وكان من هؤلاء نسبة 28.9% تحت سن الثامنة عشر ونسبة 16.7% في الخامسة والستين من العمر وما فوق.

### تعداد عام 2010
بلغ عدد سكان ميديسين بارك 382 نسمة بحسب تعداد عام 2010، وبلغ عدد الأسر 191 أسرة وعدد العائلات 112 عائلة مقيمة في البلدة. في حين سجلت الكثافة السكانية 71.4 نسمة لكل كيلومتر مربع (184.9/ميل2). وبلغ عدد الوحدات السكنية 306 وحدة بمتوسط كثافة قدره 57.2 لكل كيلومتر مربع (148.1/ميل2).
وتوزع التركيب العرقي للبلدة بنسبة 88.22% من البيض و0.79% من الأمريكيين الأفارقة و3.66% من الأمريكيين الأصليين و0.52% من الأمريكيين ذوي الأصول الآسيوية و0.79% من سكان جزر المحيط الهادئ و2.36% من الأعراق الأخرى و3.66% من عرقين مختلطين أو أكثر و6.02% من الهسبانيون أو اللاتينيون من أي عرق.
بلغ عدد الأسر 191 أسرة كانت نسبة 17.3% منها لديها أطفال تحت سن الثامنة عشر تعيش معهم، وبلغت نسبة الأزواج القاطنين مع بعضهم البعض 49.7% من أصل المجموع الكلي للأسر، ونسبة 5.8% من الأسر كان لديها معيلات من الإناث دون وجود شريك،  بينما كانت نسبة 3.1% من الأسر لديها معيلون من الذكور دون وجود شريكة وكانت نسبة 41.4% من غير العائلات. تألفت نسبة 35.6% من أصل جميع الأسر من عدة أفراد يعيشون في نفس المنزل ونسبة 8.4% كانت تتألف من شخص يعيش بمفرده يبلغ من العمر 65 عاماً أو أكثر. وبلغ متوسط حجم الأسرة المعيشية 2.00، أما متوسط حجم العائلات فبلغ 2.58.
بلغ العمر الوسطي للسكان 47.0 عاماً. وكانت نسبة 14.1% من القاطنين تحت سن الثامنة عشر، وكانت نسبة 3.7% بين الثامنة عشر والرابعة والعشرين عاماً، ونسبة 29.3% كانت واقعةً في الفئة العمرية ما بين الخامسة والعشرين والرابعة والأربعين عاماً، ونسبة 39.8% كانت ما بين الخامسة والأربعين والرابعة والستين، ونسبة 13.1% كانت ضمن فئة الخامسة والستين عاماً فما فوق. وتوزع التركيب الجنسي للسكان بنسبة 50% ذكور و50% إناث.